# Джалал, Мусахибзаде
Мусахибзаде Джалал (имя при рождении Махмуд Джалаледдин) (31 августа 1868, Стамбул — 20 июля 1959, Стамбул) — турецкий драматург.

## Биография
Родился 31 августа в 1868 года в стамбульском квартале Джихангир в семье Мусахипзаде Али-Бея и его жены Фытнат Эджибе-Ханым.
Получил прозвище Мусахибзаде в честь своего деда — композитора Иззета Шакира Ага, который был одним из сподвижников (мусахибов) султана Селима III.
Окончил лицей Süleymaniye Numune-i Terakki. В 1889—1908 годах работал клерком в службе переводов. После увольнения посвятил себя драматургии.
Увлёкся театральным искусством, которое изучал по переводам трудов Мольера, сделанным Ахмедом Вефик-пашой. Совместно с друзьями ставил первые постановки.
В 1912 году поставил свою первую пьесу на профессиональной сцене. Пьеса Мусахибзаде «Эра тюльпанов» стала первой пьесой Османской империи, в которой сыграли женщины. Всего написал более 20 пьес, большинство из них составляют комедии. В 1952 году завершил карьеру драматурга.
Умер 20 июля 1959 года.